# Метод стоків і джерел
Метод стоків і джерел (рос. метод стоков и источников; англ. method of sources, source-sink method, нім. Methode f der Abflüsse und Quellen) — метод розв'язування плоских фільтраційних задач, за яким свердловини замінюють точковими стоками і джерелами й вводять поняття питомої витрати рідини.